# Coupe des îles Féroé de football 1975
Navigation
Løgmanssteypið 1974 Løgmanssteypið 1976
La Coupe des Îles Féroé 1975 de football est la 21e édition de la Løgmanssteypið (Trophée du Premier Ministre). 
La finale du tournoi se dispute à Fuglafjørður au stade í Fløtugerði au match aller. La finale retour se dispute à Tórshavn au stade Gundadalur.
Le HB Tórshavn fut le vainqueur. C'est le douzième titre du club et signe ainsi le sixième doublé Coupe - Championnat.

## Format
Prenant place entre les mois de juin à septembre 1975, la compétition se décompose en trois phases allant du premier tour jusqu'à la finale qui se dispute en match aller-retour. Seules les équipes de Meistaradeildin 1975 (Division des Champions) participèrent à la compétition.

## Clubs participants
| \| B36 HB ÍF KÍ TB VBV \| Localisation des clubs engagés dans la coupe nationale 1975. |
| B36 HB ÍF KÍ TB VBV                                                                    |

- B36 Tórshavn - Meistaradeildin
- HB Tórshavn - Meistaradeildin
- ÍF Fuglafjørður - Meistaradeildin
- KÍ Klaksvík - Meistaradeildin
- TB Tvøroyri - Meistaradeildin
- VB Vágur - Meistaradeildin Tenant du Titre

## Résultats

### Premier tour[2]
| Date         | Équipe 1    | Résultat | Équipe 2        |
| ------------ | ----------- | -------- | --------------- |
| 8 juin 1975  | HB Tórshavn | 2-0      | TB Tvøroyri     |
| 8 juin 1975  | VB Vágur    | 1-2ap    | ÍF Fuglafjørður |
| 12 août 1975 | KÍ Klaksvík | 1-0      | B36 Tórshavn    |

### Demi-finale[3]
| Date         | Équipe 1    | Résultat | Équipe 2    |
| ------------ | ----------- | -------- | ----------- |
| 24 août 1975 | HB Tórshavn | 2-1      | KÍ Klaksvík |

### Finale[4].
| 21 septembre 1975 | ÍF Fuglafjørður | 2-5   | HB Tórshavn | í Fløtugerði, Fuglafjørður |
|                   |                 | (1-3) |             |                            |

| 28 septembre 1975 | HB Tórshavn | 2-2   | ÍF Fuglafjørður | Gundadalur, Tórshavn |
|                   |             | (1-2) |                 |                      |